# Aeroportul Godofredo P. Ramos
Aeroportul Godofredo P. Ramos (IATA: MPH, ICAO: RPVE) este un aeroport din Malay⁠(d), Aklan⁠(d), Western Visayas⁠(d), Filipine ce deservește zona Malay⁠(d). Aeroportul a fost tranzitat în 2022 de 2.308.195 de pasageri. A fost numit după Godofredo Ramos⁠(d).
Situat la o altitudine de 2 m, aeroportul dispune de 1 pistă. Este operat de Civil Aviation Authority of the Philippines⁠(d).

## Infrastructură

### Piste
Aeroportul dispune de o singură pistă. Pista are orientarea 06/24.